# محمد قرطبي
محمد قرطبى سياسي جزائري، شغل منصب وزيرالأشغال العومية بحكومة عبد الغني الثالثة.